# 8367 Bokusui
8367 Bokusui este un asteroid din centura principală de asteroizi.

## Descriere
8367 Bokusui este un asteroid din centura principală de asteroizi. A fost descoperit pe 23 octombrie 1990 la Geisei de Tsutomu Seki. El prezintă o orbită caracterizată de o semiaxă mare de 2,21 ua, o excentricitate de 0,13 și o înclinație de 5,4° în raport cu ecliptica.